# Бархина, Татьяна Михайловна
Татьяна Михайловна Бархина (род. 31 марта 1938) — советский и российский архитектор, художник по костюмам, в том числе Большого театра, архитектор, автор книг и издатель. Предки со стороны матери известные фабриканты, меценаты, благотворители и общественные деятели Хлудовы и Найденовы.
Муж - Владимир Моисеевич Гинзбург (в браке с 1968), сын — Алексей Владимирович Гинзбург, брат — сценограф Сергей Михайлович Бархин.

## Биография
Родилась в Москве, в семье архитекторов Елены Борисовны Новиковой и Михаила Григорьевича Бархина 31 марта 1938 года, в один день с братом-близнецом Сергеем Бархиным.
В 1956—1962 училась в Московском архитектурном институте (МАРХИ), в том числе у профессоров В. Ф. Кринского, М. О. Барща, Ю. Н. Шевердяева. Дипломная работа Татьяны Бархиной «Университет дружбы народов» получила 1 премию на Всесоюзном конкурсе дипломных проектов. В 1962—1972 работала в «Мосгипротрансе», куда была распределена.
С 1968 года — член Московского союза архитекторов.
С 1988 года — член Московского союза художников.
Работать в области театрального костюма Татьяна Бархина начала в 1981 году по приглашению брата, художника-постановщика Сергея Бархина. Первый спектакль — «Чехонте в Эрмитаже» (режиссер М. Левитин, по ранним рассказам А. П. Чехова).
Работала с режиссерами И. Ильинским, М. Левитиным, Г. Яновской, К. Гинкасом, В. Фокиным, Л. Хейфецем, в музыкальных театрах с Б. А. Покровским, М. Кисляровым, О. Ивановой, И. Шароевым.
В 1996 году Татьяна Бархина совместно с Сергеем Бархиным основали издательство «Близнецы» с целью издания семейных архивов и собственных трудов.

## Выставки
1982—2012 — «Итоги сезона»
2001 — «Художники Большого театра. 225 лет со дня основания Большого театра».
Центральный манеж.
2008—2009 — персональная выставка театральных работ в библиотеке № 6 им. В. В. Вересаева в Ружейном переулке.
2016 — «Сергей Бархин, Татьяна Бархина — не только в театре» в Мемориальном музее «Творческая мастерская театрального художника Д. Л. Боровского».
2017 — «Близнецы». Книга в жизни художников, архитекторов, издателей Т.М. и С. М. Бархиных. Дом-музей А. И. Герцена.
2018 — «Татьяна и Сергей Бархины. 160 лет». Москва, Государственный центральный театральный музей им. А. А. Бахрушина.

## Творческие работы

### Архитектура
Проект ж.д. вокзала в г. София (Болгария). Международный конкурс — 2-е место (в составе авторов).
Проект Курского вокзала в Москве (в составе авторов), осуществлен.
Проект вокзала в г. Элиста (в составе авторов), осуществлен.
Проект серии вокзалов в Республике Мали (в составе авторов). частично осуществлен.
Конкурсный проект сельского клуба (совместно с Е. Новиковой) — 3-я премия.
Проект вокзала на станции Фрязино.
Проект Павелецкого вокзала в Москве.
Памятник В. И. Ленину в г. Аркалыке, осуществлен.
Памятник Ю. Гагарину в г. Комсомольск — на Амуре, осуществлен.

### Сценография (совместно с С. Бархиным)
1983 — «Женитьба Фигаро» (режиссер Н.Ковшов). Драмтеатр в г. Пржевальске.
1084 — «Виндзорские насмешницы» (режиссер Богомазов). Пермский драмтеатр

### Эскизы костюмов

#### Малый театр
1984 — «На всякого мудреца довольно простоты». А. Н. Островский (режиссер И. Ильинский)
1991 — «Царь Иудейский» К.Р. (режиссер В. Драгунов)

#### МТЮЗ
1985 — «Рюи Блаз» В. Гюго (режиссер Ю. Жигульский).
1986 — «Русский вопрос» К.Симонов (режиссер Ю. Жигульский)
1987 — «Собачье сердце» А. Червинский по М. Булгакову (режиссер Г. Яновская)
1988 — «Соловей» Х. К. Андерсена (режиссер Г. Яновская)
1993 — «Иванов и другие» по А. П. Чехову (режиссер Г.Яновская)
1998 — «Татьяна Репина» А. П. Чехова (режиссер В. Фокин)
1999 — «Пушкин дуэль смерть» Кама Гинкас
2001 — «Дама с собачкой» по А. П. Чехову (режиссер К. Гинкас)
2001 — «Свидетель обвинения» А. Кристи (режиссер Г.Яновская)
2004 — «Счастливый принц» О. Уайльда (режиссер К. Гинкас)

#### Московский муз. театр им. К. С. Станиславского и Вл. И. Немировича-Данченко
1990 — «Борис Годунов» М. Мусоргского (режиссёр О. Иванова)
1993 — «Руслан и Людмила» М. Глинки (режиссер А. Титель)
2010 — «Сила судьбы» Дж. Верди (режиссер Г. Исаакян)

#### Большой театр
1997 — «Аида» Дж. Верди (режиссер Э. Габитов)
1998 — «Франческа да Римини» С. Рахманинова (режиссер Б. Покровский)
1999 — «Моцарт и Сальери». Н. Римского-Корсакова (режиссер А. Масленников)
1999 — «Прекрасная мельничиха» Дж. Паизиелло (режиссер Г. Геловани)
1999 — «Бессонница», балет-фантазия С.Жукова по А. С. Пушкину (хореограф А. Пастухов)
2000 — «Псковитянка» Н. Римского-Корсакова (режиссер И. Шароев)
2001 — «Набукко» Дж. Верди (режиссер М. Кисляров)

#### Эскизы костюмов к спектаклям в других театрах
1982 — «Чехонте в Эрмитаже» по А. П. Чехову (режиссер М.Левитин). Театр миниатюр
1983 — «Сон в летнюю ночь» У. Шекспира (режиссер Б. Наравцевич). ТЮЗ, г. Горький
1986 — «Миллионерша» Е. Глебова (режиссер О. Иванова). Московский театр оперетты
1986 — «Елизавета Английская» Ф. Брукнера (режиссер Е. Табачников) Московский областной театр драмы. Диплом «Театральная весна» за костюмы к спектаклю.
1987 — «Сила судьбы» Дж. Верди (режиссер) Кировский (Мариинский) театр оперы и балета, Ленинград (Петербург).
1998 — «Ромул Великий» Ф. Дюрренматта (режиссер П. Штейн). Театр ЛЕНКОМ. — 1999 — «Таланты и поклонники» А. Н. Островского (режиссер Б. Морозов). Театр сатиры. Москва.
2000 — «Валли» А. Каталани (режиссер В. Раку). Театр «Новая опера».
2002 — «Четыре самодура» Э. Вольф-Феррари по К. Гольдони (режиссер М. Кисляров). Камерный музыкальный театр им. Б. А. Покровского.
2002 — «Синтезатор любви» А. Эйкборна (режиссер Л.Хейфец). Театр им. Маяковского .
2005 — «Спуск с горы Морган» А. Миллера (режиссер Л. Хейфец) Театр им. Маяковского.
2011 — «Обрыв» по Гончарову (режиссер А. Шапиро) МХТ. Номинация на премию «Золотая маска» за костюмы к спектаклю.

## Книги издательства «Близнецы»

### Составитель и издатель
1998 — Е. Б. Новикова. «Хроника пяти поколений. Хлудовы, Найденовы, Новиковы…»
1999 — Г. И. Хлудов. «Памятная книга. 1836—1877 гг. Письма. 1844—1885».
2008 — «Наша Плющиха. Тетрадь воспоминаний». Сборник статей.
2013 — «Плющиха два». Сборник статей.

### Автор, художник, издатель
2011 — «А. А. Найденов. Альбом фото-графий. 1889—1915. Семейная хроника».
2012 — «Елена Новикова, архитектор».
2016 — «Татьяна Бархина. Розовый пепел».
2018 — «Архитектор Григорий Бархин». Диплом "Золотое сечение 2021, номинация печатный труд.
2020 — «Борис Новиков. Советы начинающему охотнику».
2018 — "Татьяна и Сергей Бархины. 160 лет: Альбом-каталог выставки.
2021 — «Поиски утраченной коллекции. Собрание Г. И. Хлудова».
2022 — «Сергей Бархин. Люди и герои. Земли».
2022 — «Санкт-Петербург 1842 в воспоминаниях Герасима Хлудова»
Эскизы костюмов авторства Татьяны Бархиной хранятся в ГЦТМ им. А. А. Бахрушина, в музее Большого театра России, в Государственном музее-заповеднике А. Н. Островского «Щелыково», в Государственном музее А. С. Пушкина и в частных коллекциях.